# 缺绿病

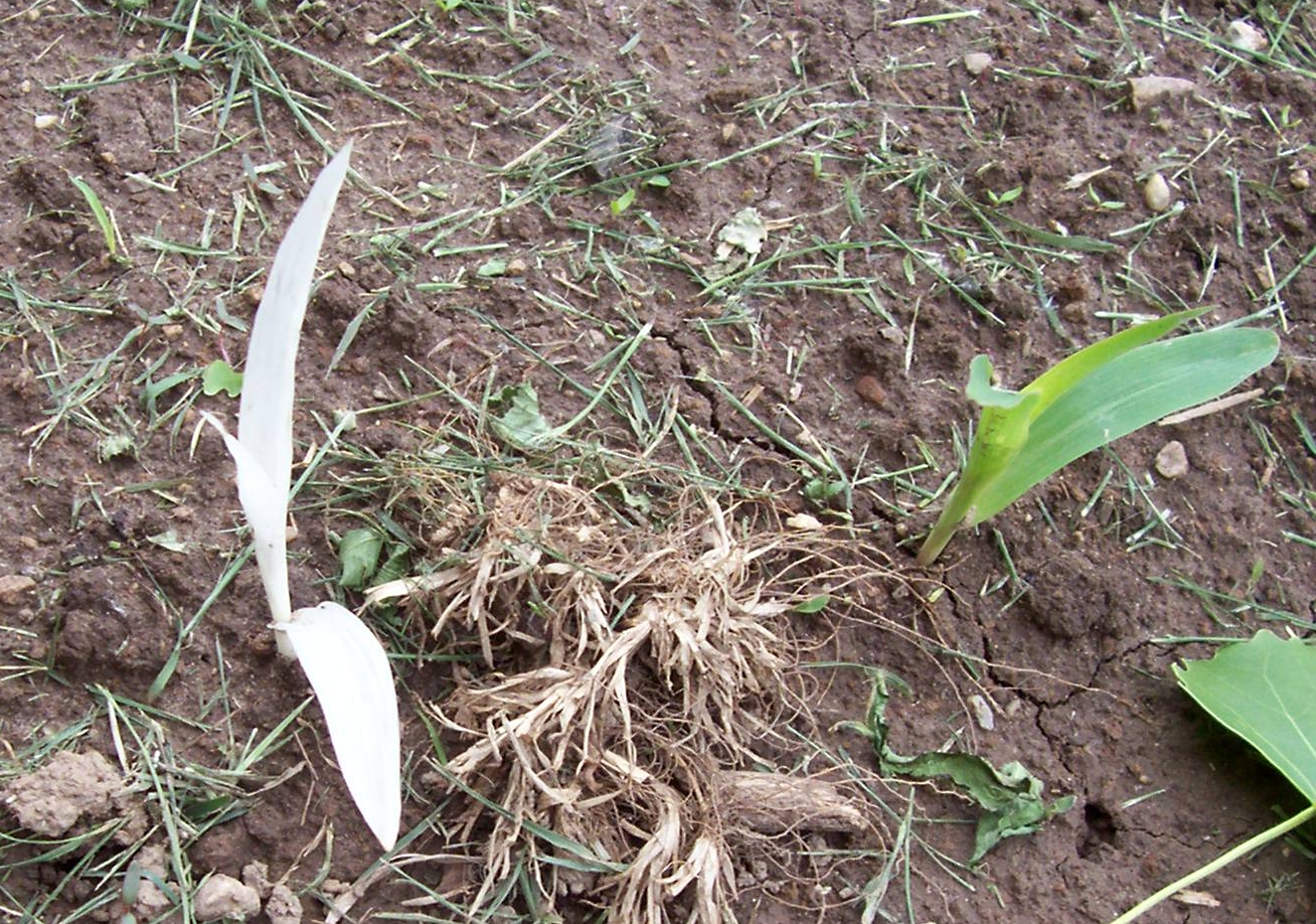
一棵极度缺乏叶绿素的玉米植株(左)和一颗正常的玉米植株(右)

缺绿病，也称为萎黄病，是植物体叶绿素含量不足的情况。 由于植物的绿色是叶绿素造成的，缺乏叶绿素的植株会呈现白色或黄色。这样的植物几乎无法有效地进行光合作用来合成糖类，所以很难在得到营养供应或者治疗之外的情况下存活。
有些人工造成的缺绿植物，如'突变'ppi2基因'产生的白化'拟南芥'，如果用外生蔗糖供应，是可以生长存活的 

## 参阅
- 森林病理学（英语：Forest pathology）
- 植物病理學